# Männikönsaari
Männikönsaari är en ö i Finland. Den ligger i sjön Akkojärvi och i kommunen Alavo i den ekonomiska regionen  Kuusiokunnat  och landskapet Södra Österbotten, i den centrala delen av landet, 290 km norr om huvudstaden Helsingfors. Öns area är 0,2 hektar och dess största längd är 90 meter i öst-västlig riktning.